# Iprump (Untere Hunte)

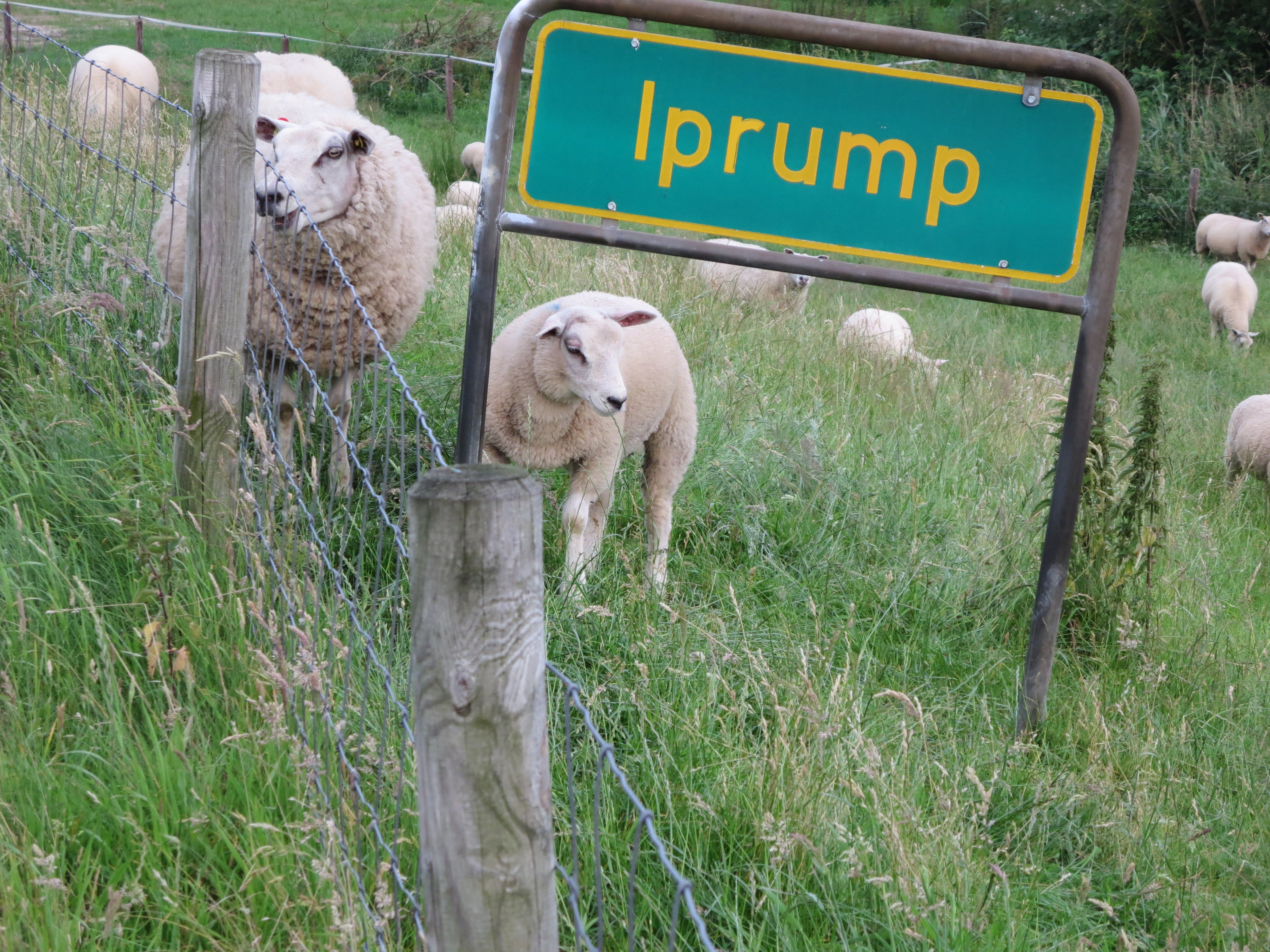
Schafe am Huntedeich

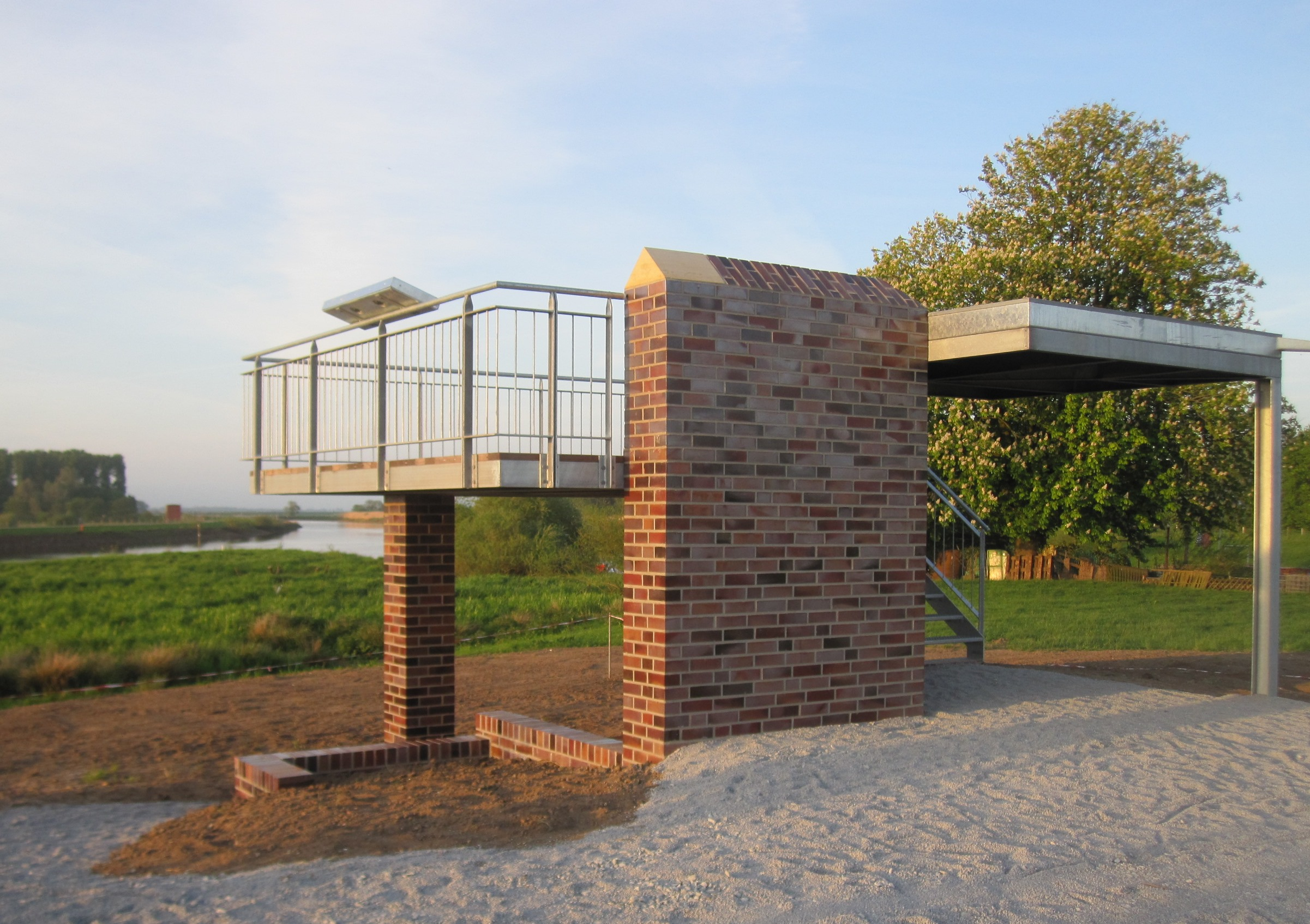
Aussichtspunkt am Hunteradweg in Iprump

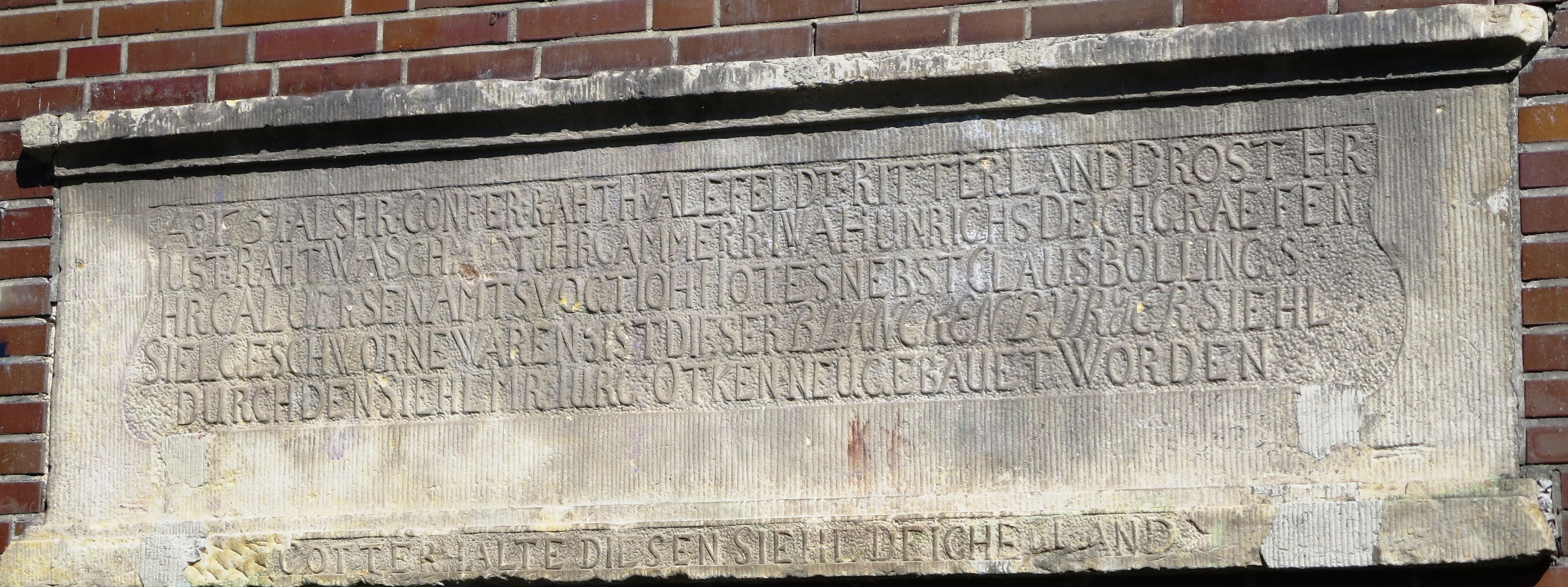
Dieses Sandsteinrelief erinnert an das „Blanckenburger Siehl“ von 1751

Iprump ist ein kleiner Ort an der unteren Hunte und im äußersten Nordwesten der Gemeinde Hude gelegen. Früher gehörte der Flecken zur Bauerschaft Oberhausen. Die Entfernung zum westlich gelegenen Kloster Blankenburg beträgt 1,5 Kilometer.

## Namensgeber
Der Name Iprump leitet sich vom Wiedehopf oder von der Rohrdommel ab, die beide auf plattdeutsch Iprump heißen und früher in Iprump vertreten waren.

## Geschichte

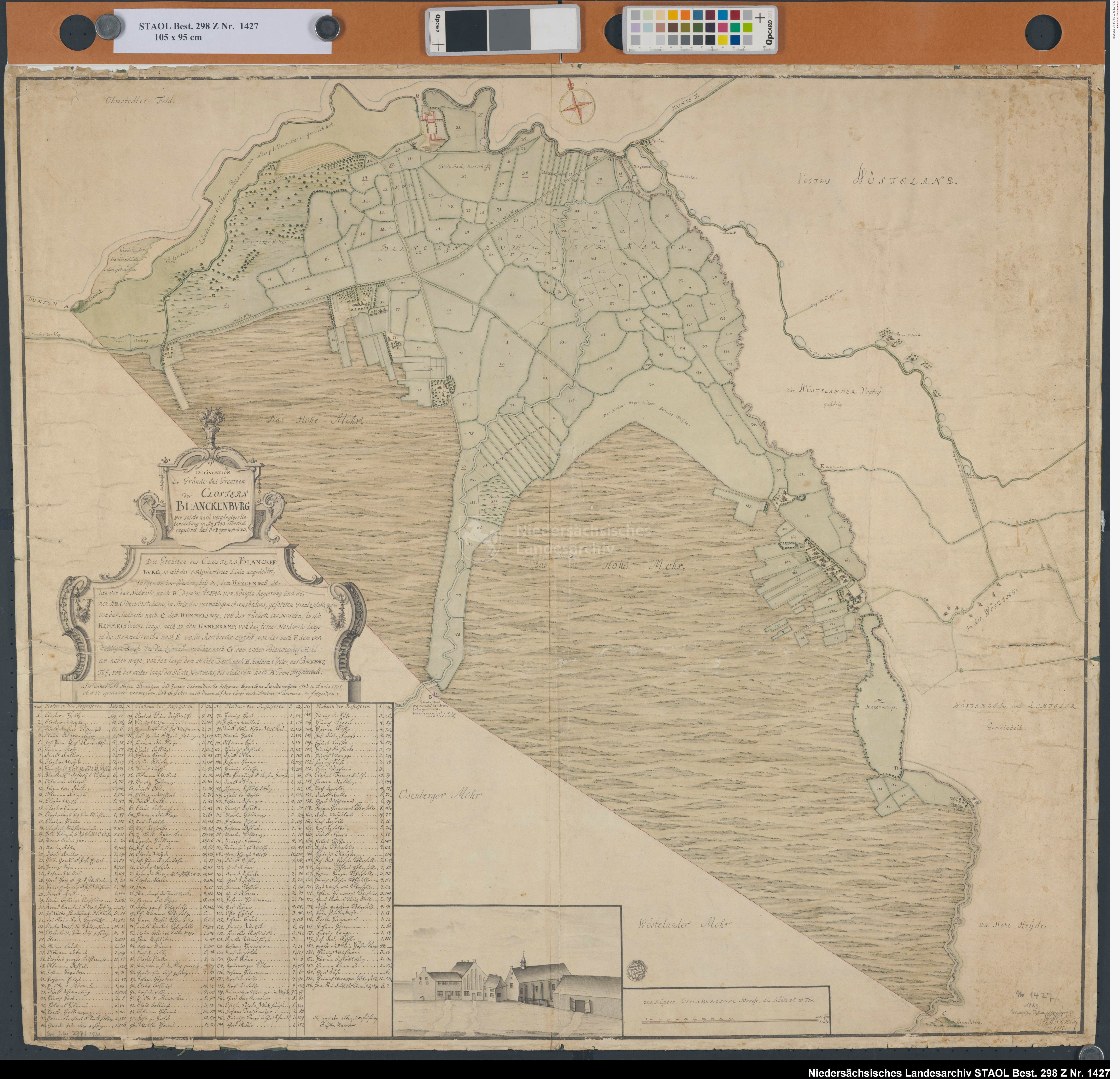
Karte von 1743 mit Iprump im Nordosten

Iprump wurde erstmals 1617 erwähnt. 1629 wird Hermann Mönnich auf dem Iprumpe als Wirt des Huntekrugs genannt, der 1966 abgebrochen wurde. In Iprump mündeten um 1743 zwei Flüsse in die Hunte: die Tweelbäke (aus dem Gebiet des heutigen Tweelbäker See im Südwesten, das heute nach Oldenburg entwässert) und die Hemmelsbäke aus dem Südosten. Für die Entwässerung des Binnenlandes war das Pumpwerk Blankenburger Siel bei Iprump zuständig, das 1751 erneuert und 1933 um ein Schöpfwerk erweitert wurde.
In Iprump treffen sich der Blankenburger Deich (aus Westen) und der Brookdeich (aus dem Südosten), die während der letzten Jahrhunderte nach Sturmfluten oder kräftigen Niederschlägen immer wieder einbrachen, so dass die Ländereien unter Wasser standen. 1830/31 wurde der Hemmelsbäker Kanal gebaut, um die Entwässerung des Binnenlandes zu verbessern. Laufende Deichbaumaßnahmen sorgten für einen Schutz vor Sturmfluten. Schließlich wurde um 1960 das Hollersiel erweitert, so dass es auch das Oberwasser der Blankenburger Mark aufnehmen konnte. Das Pump- und Schöpfwerk Blankenburger Siel wurde entbehrlich und 1973 abgebrochen. Ein Sandsteinrelief des alten Siels aus dem Jahre 1751 ist in der Außenwand des Pumpwerks Koppelsiel am Osternburger Kanal zu sehen.
Bereits 1522 wurde der auf Iprump aus Südwesten zuführende Neue Weg (nyen weg) gebaut. In Trockenzeiten war der Neue Weg Teil des Postweges von Oldenburg nach Bremen und brachte den Gewerbetreibenden in Iprump gute Einnahmen. Eine weitere Einnahmequelle war der Schiffsverkehr.

## Iprump heute
Iprump verfügt über einen kleinen tideabhängigen Sporthafen. Auf dem Huntedeich hat der I. Oldenburgische Deichband eine Infostation eingerichtet, die einen Blick auf den Schifffahrtsweg Hunte, ein Feuchtbiotop und den Neuen Weg mit seinen Kopfweiden gewährt. Für Fahrradtouristen bietet ein Radlercafe seine Dienste an. Östlich von Iprump liegt das Naturdenkmal In den Schlengen. Der Biotopkomplex besteht aus einem Erlen-Bruchwald, niedermoorartiger Hochstaudenvegetation und zwei künstlich angelegten Teichen.